# Рубенс Барикело
Рубенс Гонсалвеш Барикело (порт. Rubens Gonçalves Barrichello) је бивши бразилски возач Формуле 1 италијанског порекла. Рођен је 23. маја 1972.
Каријеру је почео 1993. у Џордану.
Врхунац каријере је достигао у Ферарију од 2000. до 2005. када је возио уз Михаела Шумахера.
Возио је и за Вилијамс са Пастором Малдонадом. Барикело држи рекорд по броју трка у Формули 1 (326).

## Каријера возача Формуле 1

#### Џордан (1993–1996)
Након што је 1992. освојио треће место у Формули 3000, Барикело је добио позив од Едија Џордана, власника тима Формуле 1 Џордан, да вози за његов тим у сезони 1993, што је Бразилац прихватио. Са непуном 21 годином, Барикело је дебитовао на ВН Јужне Африке 1993. Резултатски је сезона по њега, али и по тим, прошла катастрофално, јер је Џордан имао изузетно великих проблема са поузданошћу болида, па је Барикело своје прве и једине бодове освојио петим местом на претпоследњој трци сезоне у Јапану. Међутим, Барикело је оставио изузетно добар утисак - редовно је био бржи од својих тимских колега Ивана Капелија и Тијерија Бутсена (који је у својој каријери возача Формуле 1 победио три пута), а на ВН Европе, која се возила по киши, налазио се на другом месту, испред обојице возача доминантног Вилијамса, Алана Проста и Дејмона Хила све до шест кругова пре краја, када је морао до одустане због квара.
Сезона 1994. прошла је далеко боље - већ на првој трци, пред домаћом публиком, Барикело је освојио четврто место, а затим на следећој дошао и до свог првог подијума у каријери, трећим местом на ВН Пацифика (друге трке која се возила у Јапану, поред Сузуке). Међутим, на трећој трци у сезони, ВН Сан Марина, Барикело је на тренингу у петак доживео велики удес, који је могао да га кошта живота, јер је изгубио свест, а језик му блокирао дисање. Спасила га је брза интервенција доктора Сида Воткинса. Испоставило се да је ово био увод у вероватно најтрагичнији викенд у историји Формуле 1 - након Барикеловог удеса, у суботу је током квалификација погинуо аустријски возач Роланд Раценбергер, а у недељу је током трке живот изгубио и Барикелов велики пријатељ и ментор, Бразилац Аиртон Сена. Барикело није могао да вози на ВН Сан Марина, али се вратио за трку у Монаку. Када је успевао да заврши трке, Барикело их је углавном завршавао на високим позицијама, а освојио је и пол позицију на ВН Белгије 1994, чиме је постао најмлађи у историји Формуле 1 који је освојио пол позицију. Сезону је окончао са 19 бодова и у потпуности надмашио свог тимског колегу Едија Ирвајна.
1994. је остала најбоља сезона у периоду док је Барикело возио за Џордан - резултати су и у 1995. и у 1996. били лошији, а Џордан спорији (ипак, друго место на ВН Канаде 1995. био је најбољи резултат у његовој каријери), па је на крају 1996. Барикело одлучио да напусти Џордан и пређе у новоформирани Стјуарт ГП.

#### Стјуарт (1997–1999)
Прве две сезоне у Стујарту су по Барикела прошле катастрофално. У 1997, Барикело је услед сталних техничких кварова успео да заврши само 3 од 17 трка, освојивши друго место у Монаку, што су били и једини бодови за Стјуарт у 1997. Ни 1998. није прошла ништа боље - заправо, резултатски је била и лошија, освојио је два пета места, укупно четири бода, уз велики број одустајања услед кварова. Ипак, у обе сезоне је остварио значајно боље резултате од својих тимских колега, Јана Магнусена и Јоса Ферштапена.
1999. је за Барикела била најбоља сезона у његовој дотадашњој каријери. Партнер власника тима Џекија Стјуарта и снабдевач тима Стјуарт моторима, амерички Форд, је значајно повећао финансијску подршку тиму, припремајући се да постане и већински власник током 1999. Побољшање је било видљиво већ на првој трци у Аустралији - Барикело се квалификовао на четвртом месту, а трку завршио на петом, а одмах затим имао вероватно и најбољу трку у дотадашњем делу каријере у Бразилу. Након трећег места у квалификацијама, у 4. кругу се пробио на прво место и водио наредна 22 круга, све до првог одласка у бокс, на опште одушевљење домаће публике у Бразилу. Ипак, касније је пао на треће место, иза Хакинена и Шумахера, који су били на стратегији једног одласка у бокс, за разлику од Барикела, који је био на стратегији два одласка. Подијума га је коштао мотор, који је експлодирао у 42. кругу. На трећој трци сезоне у Сан Марину, Барикело је показао да је Стјуарт заиста конкурентан и да прве две трке нису биле случајност, освојивши треће место у трци и четврти подијум у каријери. Након три слабије трке, у којима је два пута одустао и једном био дисквалификован, Барикело је освојио другу пол позицију у каријери на ВН Француске, по киши. Међутим, киша и значајно бржи Макларен и Ферари, као и одлична стратегија тима Џордан, донела су Барикелу "само" треће место у трци у којој је провео више од половине кругова на првом месту. До краја сезоне, Барикело је остварио неколико солидних резултата и још једно треће место на хаотичној ВН Европе, на којој је победио његов тимски колега Џони Херберт. Са 21 бодом, Барикело је имао најбољу сезону у каријери, док је Стјуарт завршио на 4. месту у конкуренцији конструктора са 36 бодова, што је за тим представљао бриљантан резултат, оставивши иза себе Вилијамс и Бенетон. Његове одличне вожње су привукле пажњу Ферарија, за који је потписао 2000.

#### Ферари (2000–2005)
2000. се Барикело нашао у болиду који је уз Макларен био класа за себе у Формули 1 те сезоне - ова два тима су победила на свакој трци у сезони, што је био први пут од 1988. да су само два тима у Формули 1 побеђивала током једне сезоне. Већ на првој трци у сезони у Аустралији, Барикело је изједначио најбољи резултат у каријери, завршивши трку на другом месту, иза тимског колеге Шумахера. На ВН Британије је освојио трећу пол позицију у каријери, али је у трци морао да одустане у 35. кругу, док је водио у трци, због проблема са хидрауликом. Након четири узастопна подијума средином сезоне, када је забележио два друга и два трећа места, Барикело је одвезао најбољу трку у каријери и победио на ВН Немачке, упркос невероватној чињеници да је стартовао са 17. места. На тој трци, у тренутку када је на стази почела да пада слаба киша, водећи возачи су отишли у бокс по гуме за кишу, Барикело и Ферари су проценили да киша није довољно јака и да мењање гума није потребно, што се испоставило као победничка стратегија. Након ВН Немачке, Барикело је имао 10 бодова мање од водећег Шумахера. Ипак, слабији резултати до краја сезоне (још само два подијума) и Шумахерова титула, прва за Ферари после 21 године, одредили су даљу каријеру Барикела у Ферарију - постао је возач број 2 који је увек морао да уступа Шумахеру позицију ако се налази испред њега све док Шумахер и математички не осигура титулу, што је нешто касније у будућности изазвало бројне контроверзе. 2000. је завршио на 4. месту у шампионату возача, 62 освојена бода и укупно девет подијума.
2001. је провео у потпуној сенци Шумахера, који је те сезоне доминантно освојио титулу, победивши 9 пута и освојивши 11 пол позиција, док Барикело није успео ни да победи, али ни да освоји пол позицију, а на подијуму је био 10 пута, окончавши сезону на трећем месту у шампионату возача. Такође, на ВН Аустрије, 6. трци сезоне, Барикелу је наређено у последњем кругу да пропусти Михаела Шумахера на друго место, како би Немац освојио два бода више и имао четири бода предности у односу на Култарда, који му је у том тренутку био једина конкуренција за титулу, уместо два, колико би имао да је трку завршио на трећем месту.
2002. је за Барикела почела солидно, освајањем пол позиције на првој трци сезоне у Аустралији. Ипак, његова трка је окончана већ у првој кривини првог круга трке, након озбиљног судара са Ралфом Шумахером, тада возачем Вилијамса, из кога, су, срећом, обојица изашли неповређени. Ферари је био апсолутно доминантан те сезоне, али Барикело није имао среће ни после прве трке - освојио је само једно друго место у Сан Марину, и чак три пута одустао због квара, а Шпанији није успео чак ни да започне трку, јер му се пред сам старт покварио мењач. Потом је уследио један од већих скандала у Формули 1 у 21. веку. На ВН Аустрије, шестој трци сезоне, Барикелу је наређено, као и на истој стази годину дана раније, да у последњем кругу пропусти Шумахера и препусти му победу. Међутим, околности су овог пута биле значајно другачије - Шумахер није имао ниједног ривала у борби за титулу и већ после пет трка имао 21 бод више од Хуана Пабла Монтоје, испред кога се налазио и на трци у Аустрији, па би своју огромну предност у сваком случају увећао. Барикело је возио најбољу трку у сезони, освојио је пол позицију и водио трку у сваком кругу осим једног, све до последњег круга, када је морао да пропусти Шумахера и тиме изгуби другу победу у каријери. Камера је забележила шефа Ферарија Жана Тода како говори путем радија Барикелу "пропусти Михаела на прво место због шампионата, молим". На подијуму, Шумахер није желео да се попне на највиши степеник и прими трофеј намењен победнику, већ га је препустио Барикелу. С обзиром на то да тимска наређења у то време нису била забрањена у Формули 1, Ферари није могао да буде кажњен због оваквог исхода трке, али јесте кажњен од стране ФИА-е са милион долара због нарушавања процедуре доделе трофеја на подијуму. Како се доминација Шумахера наставила и на следећим тркама, на деветој трци у сезони, ВН Европе, Ферари је дозволио Барикелу да победи у трци у којој је водио током свих 60 кругова, иако Шумахер још увек није осигурао титулу и математички, али је после само девет трка имао огромних 36 бодова предности од другопласираног у шампионату, његовог брата Ралфа, па је Барикело забележио другу победу у каријери, а Шумахер ову трку завршио на другом месту. Шумахер је и математички осигурао титулу после ВН Француске (трећу узастопну и укупно пету у каријери), 11. трке у сезоне, што је најбрже освојена титула у једној сезони у историји Ф1, па су после тога возачи Ферарија били слободни да се међусобно тркају, а до краја сезоне је остало још шест трка. Барикело је победио још три пута у 2002, у Мађарској, Италији и САД, а ВН САД је још једном обележила чудна завршница трке, у којој је Шумахер намерно успорио у последњем кругу, како би он и Барикело прошли у исто време кроз циљ, а победник је на крају био Барикело, са 11 хиљадитих делова секунде испред Шумахера. Резултатски је ова сезона била најуспешнија за Барикела у каријери - четири победе, три пол позиције, и освојено друго место у шампионату возача, док је Ферари победио на невероватних 15 од укупно 17 трка, од чега 10 пута узастопно.
2003. је по Ферари и Барикела прошла значајно теже. Њихов нови болид, за сезону 2003, није био спреман за почетак сезоне, па је италијански тим морао да прве три трке у сезони вози са болидом из 2002, што су искористили Макларен и Вилијамс и до краја се борили са Фераријем за титулу. Иако је те сезоне био значајно спорији од Шумахера, Барикело му је помогао на две круцијалне трке, у Британији и Јапану, када је победио испред Шумахерових ривала за титулу, Монтоје и Раиконена, што су биле његове једине две победе у сезони, а Шумахер је освојио титулу са 2 бода више од Раиконена након последње трке у Јапану. Барикело је завршио на четвртом месту у шампионату, са укупно 65 бодова, 28 мање од шампиона Шумахера.
Ферари је 2004. успоставио доминацију која је била још већа него 2002. Шумахер је победио на 12 од првих 13 трка, док је Барикело у тих 13 трка био седам пута други и три пута трећи, и био убедљиво други на табели (Шумахер је имао 120 бодова, Барикело 82, а трећи у шампионату Џенсон Батон 65). Након што је Шумахер на следећој трци у Белгији другим местом осигурао титулу, пету узастопну и седму у каријери, Барикело је победио на тркама у Италији и у Кини, одустао на претпоследњој трци сезоне у Јапану, а онда је Ферари покушао да учини све како би Барикело победио на својој домаћој трци у Бразилу, последњој трци те сезоне, на којој је стартовао са пол позиције, али Бразилац није успео да се довољно добро снађе у променљивим временским условима, па је трку завршио на трећем месту, иза Монтоје и Раиконена. Ипак, ово треће место није било толико лоше, јер је Барикело на својој домаћој трци имао невероватно лошу срећу и одустајао пре 2004. девет сезона узастопно. На крају, Барикело је завршио на другом месту у шампионату, са 114 бодова (убедљиво највише у каријери), две победе и четири пол позиције, 34 бода мање од Шумахера, а Ферари победио на 15 од 18 трка.
2005. је донела велику промену правила у Формули 1 - тимови више нису смели да мењају гуме у току трке, већ је један сет гума морао да издржи целу трку. Фераријев снабдевач гума, јапански произвођач Бриџстон, се лошије снашао у овој промени од другог снабдевача гумама, француског Мишелина. Иако на првој трци сезоне у Аустралији Фераријев недостатак брзине, услед променљивих услова у којима су се возиле квалификација није био евидентан, јер је Барикело завршио на другом месту, а Шумахер одустао након судара, већ након следеће две трке било је јасно да је Ферари у озбиљним проблемима и да постоје чак три бржа тима у том тренутку - Рено, Макларен и Тојота. У првих пет трка, Барикело и Шумахер су се неретко мучили да дођу и до бодова, а било је проблема и са поузданошћу, тако да се након пет трка Ферарија налазио на петом месту у конкуренцији конструктора, Шумахер имао само један подијум и 16 бодова, а Барикело два подијума и 15 бодова. Након солидне трке у Канади за Ферари, где је Шумахер био други а Барикело трећи, уследила је контроверзна трка у САД, на којој је учествовало само 6 болида, јер је Мишелин, услед немогућности да гарантује безбедност својим возачима, у кругу за загревање повукао својих 14 болида, па су се у трци нашли само Ферарији и друга два Бриџстонова тима, најспорији у шампионату, Џордан и Минарди. Шумахер је у оваквој конкуренцији победио, а Барикело завршио на другом месту, што је била и једина победа за Ферари 2005. Ферари се са Шумахером донекле поправио до краја сезоне, па је Немац успео да неколико пута буде на подијуму и некако заврши на трећем месту у шампионату, са 62 бода (шампион Фернандо Алонсо је имао 133 бода, а другопласирани Кими Раиконен 112), док је после САД Барикело на преосталих десет трка само три пута завршио у бодовима, са петим местом као најбољим резултатом. Сезону је завршио тек на осмом месту у шампионату возача, са 37 бодова. Још током лета 2005, потврђено је да Барикело, након шест сезона, напушта Ферари на крају 2005, а само две недеље касније Барикело је саопштио да ће од 2006. возити за БАР-Хонду (с обзиром на то да је Хонда убрзо откупила већински удео у власништву БАР-а, тим се од 2006. звао Хонда).

#### Хонда/Брон ГП (2006–2009)
Барикело је за Хонду дебитовао 2006. на ВН Бахреина солидним 6. местом у квалификацијама, али је у трци имао великих проблема са мењачем, па је завршио тек на 15. месту, а његов тимски колега Џенсон Батон на 4. Иако су у првом делу сезоне били равноправни, а Хонда бележила резултате испод очекивања, Барикело је након великог побољшања Хонде од ВН Немачке био прилично спорији од Батона, који је успео чак и да победи на ВН Мађарске и донесе тиму још два подијума, док је Бразилац сезону завршио са 30 бодова и два четврта места као најбољим резултатима, 26 бодова мање од Батона, а Хонда је завршила сезону на 4. месту у конкуренцији конструктора, поставши при крају сезоне трећи најбржи тим.
2007. је била најгора сезона у каријери Рубенса Барикела, али и његовог тимског колеге Џенсона Батона, јер је Хонда у потпуности оманула са дизајном болида за ову сезону - па су у једном тренутку били спорији чак и од њиховог Б-тима, Супер Агурија. Барикело први и једини пут у каријери није освојио ниједан бод, а најбољи резултат му је било девето место на ВН Британије, док је Батон освојио укупно 6 бодова, чиме је Хонда избегла неугодну ситуацију у којој би сезону завршили иза Супер Агурија. У новембру 2007, у Хонду је као шеф тима стигао Рос Брон, дугодишњи технички директор Ферарија, са којим је Барикело сарађивао током својих шест сезона у италијанском тиму. Долазак Брона означио је велике амбиције Хонде, а он је врло брзо одлучио да отпише рад на болиду за 2008. и пребаци фокус на болид за 2009, сезону за коју је била предвиђена велика промена правила. Захваљујући Барикеловој изванредној вожњи по киши на ВН Британије 2008, на којој је освојио треће место, сезона је протекла нешто боље за Хонду од претходне, са укупно 14 освојених бодова (11 Барикело, 3 Батон), а на ВН Турске 2008. Барикело је са 257 постао возач са највише наступа у историји Формуле 1, када је оборио рекорд Рикарда Патрезеа, који је наступио на 256 трка. Иако је Хонда уложила огроман новац у развој болида за 2009, јапански произвођач је у децембру 2008. објавио шокантну вест да се повлачи из Формуле 1 услед светске економске кризе и да 2009. неће наступати у шампионату. Oво је истовремено значило и да су Барикело и Батон остали без ангажмана у спорту за 2009.
Ипак, у последњем тренутку, само три недеље пре почетка сезоне, шеф тима Рос Брон и извршни директор тима Ник Фрај успели су да обезбеде новац за наступ у сезони 2009 и откупили тим од Хонде за само једну фунуту, а овом симболичном ценом продаје је јапански произвођач желео да помогне својим некадашњим запосленима да остану у Ф1 и током 2009. Тим је назван Брон ГП, а возачи су остали Батон и Барикело. На предсезонским тестирањима, тим је показао потенцијал свог болида у који је Хонда уложила толико времена и новца, а на првој трци сезоне у Аустралији су показали да је Брон ГП заправо убедљиво најбржи тим - Батон је лако победио, а Барикело освојио друго место. Са изузетком треће трке у сезони (ВН Кине) која се возила по киши, Брон је апсолутно доминирао Формулом 1 током првих седам трка - Батон је победио шест пута, али Барикело није успео да му парира, освојио је три друга места и после седам трка заостајао 16 бодова за Батоном, чија се титула већ тада чинила извесном, као и за тим Брон у шампионату конструктора. Међутим, тим је имао озбиљних финансијских проблема, јер је имао само једног спонзора и ослањао се на лични новац Брона и Фраја, па је развој болида средином сезоне практично обустављен, што је означило крај доминације са првих седам трка. Барикело је на ВН Европе 2009. у Валенсији успео да победи, први пут после готово пет година, а после две трке је забележио и победу на ВН Италије. Ипак, променљиви резултати до краја сезоне, и још један неуспешан покушај да победе на домаћој трци у Бразилу, где је стартовао са пол позиције а завршио тек на осмом месту, утицали су на то да Барикело заврши сезону на трећем месту, не само иза Батона, који је освојио титулу, већ и изас Себастијана Фетела из Ред Була. Сезону је завршио са 77 бодова, 18 мање од Батона и 7 мање од Фетела, док је Брон ГП освојио титулу у шампионату конструктора. Током викенда на ВН Абу Дабија, последње трке у 2009, Барикело је саопштио да напушта тим после четири године и да ће од 2010. возити за Вилијамс, заједно са младим немачким возачем Ником Хулкенбергом.

#### Вилијамс (2010–2011)
Барикело је дебитовао за Вилијамс освајањем једног бода за тим на првој трци у 2010. у Бахреину, када је завршио на десетом месту (од те сезоне је промењен систем бодовања у Формули 1, уместо првих осам возача, бодове је освајало првих десет, а значајно је увећан и број бодова у оптицају, па је тако победник уместо 10 бодова добијао 25, другопласирани уместо 8 добијао 18 итд). Вилијамс није био превише конкурентан, али су са Барикелом редовно конкурисали за последња места која доносе бодове, па је тако Бразилац освојио осмо место у Аустралији, девето место у Шпанији, а у Монаку је изгледало да ће остварити најбољи резултат сезоне, међутим, морао је да одустане услед удеса док се налазио на шестом месту. Након две лоше трке у Турској и Канади, Барикело је освојио четврто место у Валенсији, најбољи резултат за Вилијамс те сезоне, а одмах затим и пето место у Британији, чиме је донео Вилијамсу 22 бода на само две трке (пре тога су имали само 9 бодова, Барикело 7 и Хулкенберг 2). Иако у првом делу сезоне значајно бржи од свог младог тимског колеге, ситуација је почела да се мења од ВН Мађарске, када је Хулкенберг постао равноправан најискуснијем возачу у историји Ф1 и импресионирао освајањем шестог места, а затим и седмог места на ВН Италије и пол позицијом освојеној на кишним квалификацијама у Бразилу. С друге стране, Барикело је до краја сезоне остварио још два солидна резултата, шесто место у Сингапуру и седмо у Кореји, па је сезону окончао са 47 бодова, Хулкенберг са 22, а Вилијамс освојио шесто место у конкуренцији конструктора. На ВН Белгије 2010, Барикело је прославио свој 300. наступ у Формули 1, чиме је постао први возач који је дошао до тог броја (касније су у тзв. клуб 300 ушли и Михаел Шумахер и Џенсон Батон).
2011. је била једна од најлошијих сезона у Барикеловој каријери. Вилијамс је био један од најгорих тимова те сезоне и освојено је укупно само 6 бодова, што је била најгора сезона икада за енглески тим. Два девета места и укупно четири бода су били све што је Барикело могао да уради у 2011. Иако није желео да се повуче из Формуле 1, Барикело, који је тада имао 39 година и 326 трка иза себе, последњу трку у својој Ф1 каријери одвезао је на домаћој стази у Бразилу. Вилијамсу је био потребан новац и одлучили су се за ангажовање два возача која су имали подршку богатих спонзора, Пастора Малдонада (који је већ 2011. возио у Вилијамсу), и Барикеловог земљака Бруна Сене, сестрића покојног Аиртона Сене. У интервјуу датом скоро шест година након повлачења, Барикело је 2017. изјавио да није очекивао овакав исход и да му је било тешко да прихвати овакву одлуку тима. Након завршене каријере возача Ф1, Барикело је одлучио да 2012. вози у америчкој Индикар серији, где је провео једну сезону и завршио на 12. месту у шампионату, са једним четвртим местом као најбољим резултатом.

## Успех по сезонама
| сезона | тим      | поена | позиција |
| ------ | -------- | ----- | -------- |
| 1993   | Џордан   | 2     | 18       |
| 1994   | Џордан   | 19    | 6        |
| 1995   | Џордан   | 11    | 11       |
| 1996   | Џордан   | 14    | 8        |
| 1997   | Форд     | 6     | 13       |
| 1998   | Форд     | 4     | 12       |
| 1999   | Форд     | 21    | 7        |
| 2000   | Ферари   | 62    | 4        |
| 2001   | Ферари   | 56    | 3        |
| 2002   | Ферари   | 77    | 2        |
| 2003   | Ферари   | 65    | 4        |
| 2004   | Ферари   | 114   | 2        |
| 2005   | Ферари   | 38    | 8        |
| 2006   | Хонда    | 30    | 7        |
| 2007   | Хонда    | 0     | 20       |
| 2008   | Хонда    | 11    | 14       |
| 2009   | Брон ГП  | 77    | 3        |
| 2010   | Вилијамс | 47    | 10       |
| 2011   | Вилијамс | 4     | 13       |